# FC Chorley
Der FC Chorley (offiziell Chorley Football Club) ist ein semiprofessioneller Fußballverein aus Chorley in Lancashire, England. Der Verein spielt in der National League North, der sechsthöchsten englischen Liga. Sein Spitzname lautet „The Magpies“ (Die Elstern) und bezieht sich wie beim ebenso genannten Newcastle United auf die schwarz-weißen Trikots.

## Geschichte
Der FC Chorley wurde 1875 als Rugby-Verein gegründet, wechselte jedoch 1883 zum Fußball. Zur Saison 1889/90 trat der Verein der Lancashire Junior League bei. Im folgenden Jahr wurde daraus die Lancashire Alliance, in der der Verein bis 1894 spielte, bis er sich der Lancashire League anschloss. Später waren die Magpies auch in der Lancashire Combination und der Cheshire County League aktiv. Im Jahre 1968 gehörte der Verein zu den Gründungsmitgliedern der Northern Premier League.
In der Saison 1987/88 stieg der Verein als Meister der Northern Premier League in die Football Conference auf, die damals fünfte Liga, was die bisher höchste Ligazugehörigkeit des Vereins darstellte. Die Magpies konnten sich jedoch nicht in der Football Conference halten und stiegen bereits nach einer Saison wieder ab. In den Folgejahren stieg der Verein mehrmals erneut ab. Erst zur Saison 2014/15 kehrte man in die sechste Liga, inzwischen die National League North, zurück.
Der FC Chorley nahm 13-mal am FA Cup teil. Der größte Erfolg war das Erreichen der vierten Runde in der Saison 2020/21 nach Siegen über Wigan Athletic, Peterborough United und Derby County.